# Boston Tea Party
De Boston Tea Party was een protest van Amerikaanse kolonisten tegen de Britse overheid op 16 december 1773 in Boston. Het is een van de belangrijkste gebeurtenissen in het ontstaan van de Verenigde Staten en een centraal punt in de Amerikaanse Revolutie.

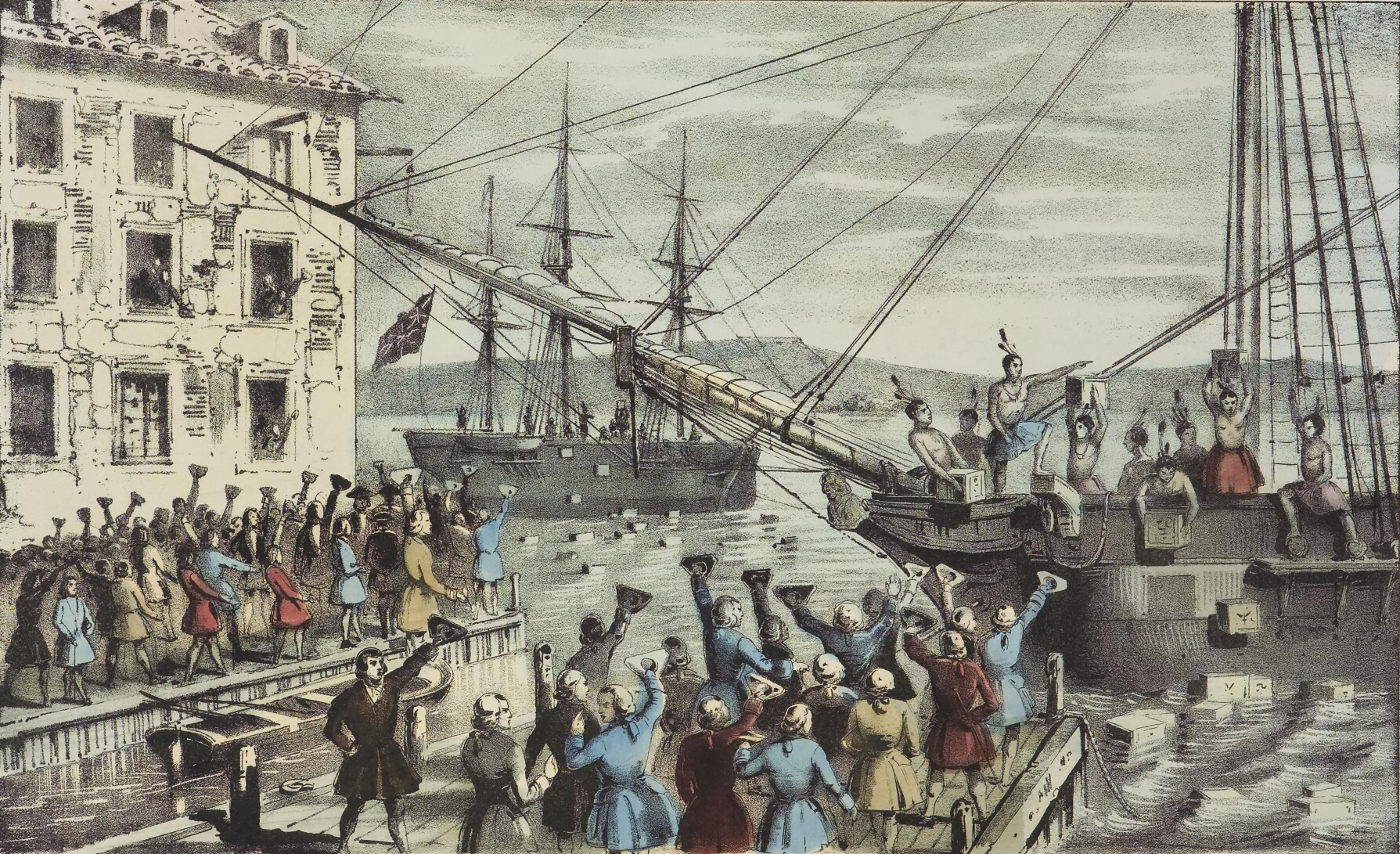
"The Destruction of Tea at Boston Harbor" (1846) door Nathaniel Currier

De Sugar Act van 1764, de Stamp Act van 1765 en de Townshend Acts van 1767 legden extra belastingen op aan de Amerikaanse koloniën, tot woede van de koloniën. Deze koloniën waren niet vertegenwoordigd in het Britse parlement in Westminster, terwijl dat wel belastingen aan ze oplegde. Dit werd vervat in de leus "no taxation without representation". Onder de betogers tegen dit beleid was John Hancock. In 1768 werd zijn sloep, de Liberty, door douaniers in beslag genomen op grond van smokkelpraktijken. Hancock werd verdedigd door John Adams en uiteindelijk kwam de aanklacht te vervallen, hoewel er later nog honderden andere aanklachten tegen kolonisten uitgebracht werden.
Hancock organiseerde als tegenreactie een boycot van importthee uit China die door de Britse Oost-Indische Compagnie (de Company) verkocht werd. Hun afzet in de koloniën liep terug van 320.000 pond op jaarbasis tot 520 pond. Amerikaanse vrouwen speelden een belangrijke rol bij de boycot en het was vrijwel voor het eerst dat vrouwen gezamenlijk probeerden het overheidsbeleid in de koloniën te beïnvloeden. Rond 1773 had de Company torenhoge schulden, enorme hoeveelheden thee opgeslagen in hun pakhuizen en geen manier om ervan af te komen omdat smokkelaars zoals Hancock thee importeerden (onder meer uit de Nederlanden) zonder importheffingen te betalen. De Britse overheid nam hierop de Tea Act aan, waardoor de East India Company toestemming kreeg om de koloniën thee te verkopen zonder koloniale invoerrechten, waardoor zij onder de prijs van de smokkelaars konden verkopen.
De schepen met thee werd echter de toegang tot de meeste Amerikaanse havens geweigerd. De grote uitzondering was Boston, waar de gouverneur op de hand van de Company was. Voorbereidingen werden getroffen om de thee aan land te brengen onder dekking van Britse kanonneerboten.
Op 16 december 1773, de nacht voor de thee aan land zou worden gebracht, stormden de Sons of Liberty – een groepje van 60 Bostonions onder leiding van Samuel Adams – vanuit het Old South Meeting House de Griffin's Wharf op, verkleed als Mohawkindianen. In de haven lagen drie theeschepen, de Dartmouth, de Eleanor en de Beaver voor anker. (Een vierde schip, de Carray, zonk voor de kust van Cape Cod). De Sons of Liberty enterden de schepen en begonnen de lading te vernielen. Tegen negen uur 's avonds hadden ze de gehele lading van 342 kratten (met een toenmalige waarde van ongeveer £10.000) verwoest en in de haven gesmeten met slechts één incident met de bemanning tot gevolg. Ook hadden ze de hoogste onderofficier van ieder schip gedwongen te verklaren dat ze enkel en alleen de thee vernield hadden. Het hele gebeuren was opmerkelijk stil en vredig verlopen.
Deze handelingen leidden tot kritiek van beide kanten, Brits en koloniaal. Benjamin Franklin bijvoorbeeld gaf te kennen van mening te zijn dat de thee vergoed moest worden en bood aan deze vergoeding uit eigen middelen te betalen. De Britse overheid reageerde met de sluiting van de haven van Boston.
De Boston Tea Party was een van de gebeurtenissen die leidden tot de Amerikaanse Revolutie. De British East India Company loste het handelsbalansenprobleem, veroorzaakt door de thee, op met een grotendeels illegale verkoop van opium aan China. Deze verkoop van opium nam gestaag toe van een geschatte 15 ton in 1730 tot 75 ton in 1773 en leidde uiteindelijk tot de Eerste Opiumoorlog in 1839.